# 春秋公羊伝
『春秋公羊伝』（しゅんじゅうくようでん、旧字：春秋公羊傳、拼音: Chūnqiū Gōngyángzhuàn）は『春秋』の注釈書であり、『春秋左氏伝』・『春秋穀梁伝』と並んで、春秋三伝の一つとされる。『公羊伝』は斉の地に栄えた学問と考えられており、「復讐説」などの春秋学の根幹となる思想を解明した。

## 『公羊伝』の作者
『公羊伝』の作者について班固の『漢書』芸文志では、「公羊子」とするのみで具体的な名を挙げていない。後漢の戴宏は、孔子の弟子子夏が、公羊高に伝え、公羊高→公羊平→公羊地→公羊敢→公羊寿と伝え、前漢の景帝の時、公羊寿が胡毋生（こむせい・一説に胡母生（こぼせい）とも。斉の人）とともに竹簡にまとめ、董仲舒に伝えたという。しかし、戴宏はこの伝承を図讖（としん、後漢に流行した神秘思想にもとづく予言書）から拾ってきており、そのまま信用はできない。ただし、董仲舒と胡毋生が公羊伝を伝えたことは『史記』にも記載されているので確かであると考えられる。他の多くの先秦の書物と同じく多くの人の手が加えられ漢の景帝期に現在の形にまとまったと考えられる。

## 公羊伝の体裁
公羊伝の『春秋』に対する注釈は、一字一句を問答体の形で議論する体裁をとっている。例えば、冒頭、隠公元年の「元年、春王正月」に対しては次のように解釈している。
元年者何（「元年」とは何でしょうか？）

君之始年（君主の始めの年のことです）

春者何（「春」とは何でしょうか？）

歳之始也（歳の始めのことです）

王者孰謂（「王」とはどなたのことを言っているのでしょうか？）

謂文王也（周の文王のことを言っています）

曷為先言王而後言正月（どうして先に「王」と言い、後に「正月」と言うのでしょうか？）

王正月也（周王の暦に従った正月だからです）

何言乎王正月（なぜ「王の正月」と言うのでしょうか？）

大一統也（一統を尊ぶからです）

公何以不言即位（隠公はなぜ「即位」を言わないのでしょうか？）

成公意也（隠公の意を成就させるためです）

何成乎公之意（なぜ隠公の意を成就させるのでしょうか？）

公将平国而反之桓（隠公は国を平定してから位を桓公に返そうとしているからです）

………

## 公羊学の展開
公羊学とは、孔子が作ったとする『春秋』を公羊伝に基づいて解釈する学問であり、さらにそこで発見された孔子の理想である微言大義を説き現実の政治に実現しようとする政治思想である。『公羊伝』は今文学、『左氏伝』は古文学であることから、公羊学の背景には今古文論争がある。
前漢の董仲舒によって形作られ、後漢の何休によって大成された。何休以後は、『春秋』を『左氏伝』によって解釈する左伝学が主流となり、公羊学は衰退した。
清代になると、常州学派によって公羊学が重視されるようになり、清末の学問や政治思潮に大きな影響を与えることになった。康有為などの戊戌変法派の思想的柱となった。

## 日本語訳
- 日原利国訳『春秋公羊伝』（抄訳、世界文学全集３『五経・論語』筑摩書房、1970年所収）
- 岩本憲司訳『春秋公羊伝何休解詁』（伝および何休注の全訳、汲古書院、1994年） ISBN 9784762924682

## 英訳
- H. Miller (editor), The Gongyang Commentary on The Spring and Autumn Annals: A Full Translation, Palgrave Macmillan, 2015.